# بارمايا
بارمايا قرية سورية في ناحية قرى مركز بانياس في منطقة بانياس التابعة لمحافظة طرطوس. تقع على بعد حوالي 4 كم شرق مدينة بانياس على الطريق الواصل إلى القدموس. تقع القرية على السفوح الغربية لجبال اللاذقية، ويوجد فيها نبع غزير يسمى نبع غدران في وادي القرية، وتحيط به الصخور والمغاور والأشجار، في منظر جمالي قل نظيره، وقد تم بناء عين «غدران» في عام 1940 وهناك لوحة خلفها الاستعمار الفرنسي تؤكد أن النبع قد تم بناؤه في حزيران عام 1940 كهدية من الكاتدرائية الفرنسية، ومياه هذا النبع هي من أعذب المياه وأصفاها، لذلك فقد اجتذبت أهالي القرى وحتى المدينة للحصول على مائه النقي، والذي لم تطله يد البشر لتخربه، كذلك فإن بلدية «بارمايا» تحرص على هذا النبع والمحافظة عليه من التلوث، وحمايته من أي اعتداء.
تزرع قرية بارمايا الأشجار المثمرة التي تعتمد على الطريقة البعلية، كالزيتون، التين، الكرمة، اللوزيات، ومواسمها تتنوع بين القمح والتبغ. تم تصوير لقطات من مسلسل ذاكرة الجسد في غابات الصنوبر في بارمايا.